# 陳羅潔湘
陳羅潔湘（英語：Karen Chan，？—），香港高等教育界資深行政人員。香港大學文學士及哲學碩士。後赴英國布里斯托大學深造，研究高等教育機構的人事管治模式，隨後取得教育博士學位。她於香港浸會大學任職近29年，曾擔任人事處處長。2011年加入恒生管理學院，擔任新設的副校長（機構發展）一職，負責協助常務副校長處理該校人力資源及內部組織事宜。
自2012年上任以來，陳羅潔湘不斷擴充自己的勢力，向外宣稱自己推行改革，可惜，由於她只具備人事管理經驗，精於剝削和玩弄下屬及其他學術部門，但欠缺全面的行政管理視野，手法粗劣，以致引起全校上下反對。對上，陳羅潔湘發現時任校長何順文沒有足夠的勢力支持，於是多次向校長稱打算辭職，卻從不實行，並博取校長挽留，使校長加重對她的倚賴；對下，她經常強調自己受校董會鄭慕智支持，借更大權力希望令學校上下屈服。
在恒生大學校內要求學生叫她做陳博士 Dr. Chan. 
陳羅潔湘又以教育家自居，相信是有史以來唯一一位只在教育機構從事行政工作、不直接涉及教育而自稱教育家的人。

### 家庭問題
除管理不善之外，陳羅潔湘的家庭亦經常傳出醜聞，包括蘋果日報2015年10月13日報導，丈夫陳以誠於2010年被病人父母投訴專業失當，兒子陳亦浚於2008年6月2日偷拍14名女途人的裙底，根據蘋果日報2008年8月24日報導，被裁定兩項作出有違公德行為罪，主任裁判官林偉權直斥他行為卑劣。後來也改了姓名 （页面存档备份，存于）。
2016年1月23日蘋果日報 （页面存档备份，存于）再報道，陳亦浚為了偷拍結識多年的科技大學女研究生的「日常生活片段」，藉口將吉他寄存她的宿舍房，暗中放置兩個外形如外置充電器（俗稱尿袋）的偷拍器。女生及後發現偷拍器報警。警方證實兩部偷拍器內藏共40段影片，包括她的裸體片段。此新聞東方日報 （页面存档备份，存于）也有報道。
根據維基本條目編輯紀錄，有恒生管理學院賬戶曾對陳羅潔湘的不利資料加以修改，包括與刪除她與丈夫陳以誠條目的連結，以及其兒子陳亦浚的性醜聞。

## 註腳
1. ↑  香港浸會大學 - 人事處處長，於2012年2月19日存取